# Ilan Van Wilder
Ilan Van Wilder (ur. 14 maja 2000 w Jette) – belgijski kolarz szosowy.

## Osiągnięcia
Opracowano na podstawie:

2017
- 1. miejsce w klasyfikacji młodzieżowej SPIE Internationale Juniorendriedaagse
- 2. miejsce w La route des Géants

2018
- 1. miejsce w Nokere Koerse juniorów
- 3. miejsce w Guido Reybrouck Classic
- 2. miejsce w mistrzostwach Belgii juniorów (jazda indywidualna na czas)
- 1. miejsce na 2. etapie SPIE Internationale Juniorendriedaagse
- 2. miejsce w mistrzostwach Europy juniorów (jazda indywidualna na czas)
- 2. miejsce w Oberösterreich Juniorenrundfahrt
- 2. miejsce w Giro della Lunigiana

2019
- 1. miejsce w klasyfikacji młodzieżowej Le Triptyque des Monts et Châteaux
- 3. miejsce w mistrzostwach Belgii U23 (jazda indywidualna na czas)
- 3. miejsce w Orlen Wyścigu Narodów
- 1. miejsce na 2. etapie Grand Prix Priessnitz spa
- 3. miejsce w Tour de l’Avenir

2020
- 3. miejsce w mistrzostwach Europy U23 (jazda indywidualna na czas)

2023
- 3. miejsce w Trofeo Serra de Tramuntana
- 3. miejsce w Volta ao Algarve

## Rankingi
| Rok             | 2019 | 2020 | 2021 | 2022 | 2023 | 2024 |
| --------------- | ---- | ---- | ---- | ---- | ---- | ---- |
| World Ranking   | 466. | 809. | 574. | 305. | 54.  | 90.  |
| UCI Europe Tour | 363. | 646. | 461. | 246. | 43.  | 73.  |
|                 |      |      |      |      |      |      |
| Źródło: UCI     |      |      |      |      |      |      |